# Maciej Rosołek
Maciej Rosołek (ur. 2 września 2001 w Siedlcach) – polski piłkarz, występujący na pozycji napastnika w GKS-ie Katowice.

## Kariera klubowa
Karierę klubową rozpoczynał od występów dla Pogoni Siedlce, z której przeszedł do Legii Warszawa. W drugim zespole Legii zadebiutował 16 czerwca 2018 w meczu z ŁKS Łomża (1:2). Pierwsze trafienie w seniorskiej karierze zanotował 26 września w wygranym 4:0 meczu przeciwko ŁKS Łomża.
19 października 2019 zadebiutował w Legii Warszawa, występując w meczu z Lechem Poznań. W debiucie zanotował również premierowe trafienie dla warszawskiego klubu. 14 sierpnia 2020 skompletował pierwszego w karierze hat-tricka, pokonując trzy razy bramkarza Pawła Lenarcika w wygranym 6:1 meczu Pucharu Polski z GKS Bełchatów. Został tym samym najmłodszym piłkarzem w historii Legii Warszawa, który tego dokonał. Cztery dni później zadebiutował w europejskich rozgrywkach, rozgrywając spotkanie przeciwko Linfield (1:0). 12 sierpnia 2022 przeciwko Widzewowi Łódź rozegrał swój 50. mecz dla Legii. 8 grudnia przedłużył swój kontrakt z klubem o jeden rok, do czerwca 2025.
2 maja 2023 wystąpił w meczu o finał Pucharu Polski z Rakowem Częstochowa, który zakończył się zwycięstwem Legii 6:5 w serii rzutów karnych, a Rosołek skutecznie wykonał swój rzut karny. 25 lipca 2024 zakończyła się jego kariera w Legii – wytransferowany został wówczas do Piasta Gliwice, z którym podpisał roczną umowę. 16 czerwca 2025 roku został ogłoszony nowym zawodnikiem GKS-u Katowice, z którym podpisał dwuletnią umowę z opcją przedłużenia.

## Statystyki

### Klubowe
(aktualne na koniec sezonu 2022/2023)
| Klub               | Sezon              | Liga               | Liga  | Liga   | Puchar Polski | Puchar Polski | Europa | Europa | Suma  | Suma   |
| Klub               | Sezon              | Liga               | Mecze | Bramki | Mecze         | Bramki        | Mecze  | Bramki | Mecze | Bramki |
| ------------------ | ------------------ | ------------------ | ----- | ------ | ------------- | ------------- | ------ | ------ | ----- | ------ |
| Legia II Warszawa  | 2017/2018          | III liga           | 1     | 0      | –             | –             | –      | –      | 1     | 0      |
| Legia II Warszawa  | 2018/2019          | III liga           | 18    | 7      | –             | –             | –      | –      | 18    | 7      |
| Legia II Warszawa  | 2019/2020          | III liga           | 13    | 7      | 2             | 0             | –      | –      | 15    | 7      |
| Legia II Warszawa  | Ogólnie            | Ogólnie            | 32    | 14     | 2             | 0             | 0      | 0      | 34    | 14     |
| Legia Warszawa     | 2019/2020          | Ekstraklasa        | 14    | 3      | 1             | 0             | –      | –      | 15    | 3      |
| Legia Warszawa     | 2020/2021          | Ekstraklasa        | 8     | 0      | 1             | 3             | 2      | 0      | 11    | 3      |
| Legia Warszawa     | 2021/2022          | Ekstraklasa        | 16    | 3      | 2             | 0             | 1      | 0      | 19    | 3      |
| Legia Warszawa     | 2022/2023          | Ekstraklasa        | 34    | 5      | 6             | 0             | –      | –      | 40    | 5      |
| Legia Warszawa     | Ogólnie            | Ogólnie            | 72    | 11     | 10            | 3             | 3      | 0      | 85    | 14     |
| Arka Gdynia (wyp.) | 2020/2021          | I liga             | 17    | 10     | 4             | 1             | –      | –      | 21    | 11     |
| Arka Gdynia (wyp.) | 2021/2022          | I liga             | 14    | 1      | 2             | 0             | –      | –      | 16    | 1      |
| Arka Gdynia (wyp.) | Ogólnie            | Ogólnie            | 31    | 11     | 6             | 1             | 0      | 0      | 37    | 12     |
| Ogólnie w karierze | Ogólnie w karierze | Ogólnie w karierze | 135   | 36     | 18            | 4             | 3      | 0      | 156   | 40     |

## Sukcesy

### Legia Warszawa
- Mistrzostwo Polski: 2019/2020[11], 2020/2021[12]
- Puchar Polski: 2022/2023[13]
- Superpuchar Polski: 2023[14]

### Wyróżnienia
- Młodzieżowiec miesiąca Ekstraklasy: maj 2023[15]